# Dalle en béton de chaux
En construction, une dalle en béton de chaux est une dalle ayant pour spécificité d'avoir pour liant la chaux hydraulique (généralement NHL3,5 ou 5).

## Utilité
Les dalles de ce type sont infiniment moins nombreuses que les équivalentes en ciment, celui-ci s'étant imposé et généralisé au cours du XXe siècle dans toutes les constructions et dans presque tous leurs éléments. Au début du XXIe siècle, cette technique n'est pas enseignée et les professionnels la mettant en œuvre sont extrêmement rares. Par ailleurs, très peu de sociétés proposent du béton de chaux prêt à l'emploi.
Principalement mises en œuvre à l'intérieur, les dalles sont habituellement recouvertes d'une chape de chaux apte à recevoir le revêtement final. L'intérêt de recourir à la chaux est l'obtention d'un matériau respirant. Alors que le ciment ne laisse passer l'eau ni sous forme liquide, ni sous forme vapeur, la chaux permet l'évaporation. Les anciens bâtiments ayant des murs porteurs dénués de rupteur capillaire (écran imperméable situé sur les soubassements, au-dessus du niveau du sol et interdisant les remontées capillaires) et le ciment étant imperméable, ce dernier, lorsqu'il est mis en œuvre dans une dalle et/ou une chape oblige l'humidité à migrer vers les murs qui « pompent » alors.
Une dalle en béton de chaux peut également s'employer en étage. Pour des raisons d'isolation phonique et de légèreté, le gravier peut alors être remplacé par des fibres : copeaux de bois, paille, cellulose, chanvre, billes d'argile.

## Composition
Si le mélange chaux-gravier-sable est le plus basique, un grand nombre de formules sont possibles avec divers ingrédients en fonction de conditions particulières ou de besoins prioritaires, voire selon les matériaux disponibles (pouzzolane ou pierre ponce ; copeaux, paille de lin ; paille). Quelle que soit la formule de mortier, les proportions sont les mêmes : un tiers de chaux pour deux de granulat (sable + gravier/autre matériau), en tenant compte du foisonnement pour le sable.
La composition dépend de l'humidité : 
- si l'humidité est faible et sans pic saisonnier : simple mélange chaux/graviers/sable ;
- si l'humidité est faible, mais irrégulière : ajout d'une charge en billes d'argile qui permet de renforcer l'absorption par la dalle ;
- si l'humidité est assez élevée : les billes d'argile sont remplacées ou complétées par la réalisation d'un hérisson ;
- si l'humidité est élevée : les billes et le hérisson sont complétés par des drains internes et/ou externes.

Dans les cas d'humidité prononcée, les fibres végétales qui sont souvent ajoutées pour des bénéfices divers (isolation, renforcement) ne sont pas possibles. Des tiges de bambous sont parfois utilisées pour renforcer la dalle ; la présence d'une humidité au sein de la dalle interdisant l'insertion de fers et autres métaux oxydables.

## Réalisation
La réalisation d'une dalle en chaux est globalement identique à celle d'une dalle en ciment. Elle peut être réalisée en plusieurs fois ; soit quelques mètres carrés à chaque fois, soit par couches successives (plus rare). Toutes les canalisations ou gaines peuvent être incluses dans la dalle, de même que la tuyauterie de chauffage par le sol à condition que le métal soit protégé du contact avec le béton.

## Précautions
Comme toute manipulation de la chaux, le contact avec la peau, les projections dans les yeux et l'inhalation lors de la manutention présentent un danger.